# Chłopiec gryziony przez jaszczurkę
Chłopiec gryziony przez jaszczurkę – obraz olejny włoskiego malarza barokowego Caravaggia. Dzieło powstało prawdopodobnie na zamówienie kardynała Francesco Del Monte, obecnie znajduje się w zbiorach Fondazione Roberto Longhi we Florencji.
Istnieje też replika, która została namalowana prawdopodobnie z przeznaczeniem na sprzedaż, wspomina o niej m.in. biograf malarza Giulio Mancini. Obie wersje datowane są najczęściej na lata 1596–1597, w literaturze poświęconej artyście występują nieznaczne różnice, kwestionowana też bywa autentyczność płótna z National Gallery w Londynie. Obie wersje obrazu są bardzo do siebie podobne, różnią się nieznacznie kolorystyką i intensywnością oświetlenia.

## Opis
Tematem dzieła jest młody mężczyzna w chwili, gdy sięgając po owoce, zostaje przypadkowo ugryziony przez jaszczurkę. Tytułowa postać przypomina Chłopca z koszem owoców. Młody, zniewieściały mężczyzna ustawiony jest nieco bokiem do widza, ma odkryte i wyeksponowane prawe ramię. Jego twarz wyraża ból i zaskoczenie, scena jest pełna ekspresji, którą podkreślają cofnięte ręce i nienaturalnie wykrzywione palce. Tło jest szare i jak zwykle u Caravaggia obojętne, całość oświetla ukośnie, umieszczone z prawej strony, niewidoczne źródło światła. Scena przedstawiona jest realistycznie z dbałością o szczegóły, stanowi fotograficzny zapis chwili i emocji.
Osobną częścią kompozycji jest martwa natura umieszczona w prawym, dolnym rogu obrazu. Obok owoców i ukrytej w półcieniu jaszczurki uwagę zwraca szklane naczynie z różą. Owal naczynia koresponduje z umieszczonym po przekątnej owalem twarzy chłopca, refleksy świetlne i odbicia na szkle podkreślają przestrzenność kompozycji.

## Interpretacje
Chłopiec gryziony przez jaszczurkę był najczęściej interpretowany jako alegoria pięciu zmysłów. Kwiaty jednoznacznie nawiązują do zmysłu zapachu, jaszczurka do dotyku, wiśnie do smaku, a odbicie w szklanym naczyniu do wzroku.
Obraz zawiera wiele podtekstów erotycznych, róża i wiśnie symbolizują miłość, jaszczurka i wyróżniony środkowy palec już w XVII w. budziły dwuznaczne skojarzenia. Sam młodzieniec jest wyzywający, zniewieściały, o hermafrodytycznych rysach, jego wygląd i kwiat we włosach, wskazuje, iż może to być męska prostytutka.
Według części krytyków scena może być również interpretowana jako alegoria utraty niewinności, bolesnego i niespodziewanego zderzenia młodzieńczej naiwności z brutalną i ponurą stroną rzeczywistości. Dostrzegana jest także edukacyjna wymowa obrazu, beztroska którą symbolizuje wpięty we włosy kwiat, zostaje przykładnie ukarana przez niewielką jaszczurkę.